# Wahbi Al-Hariri
(Mohamed) Wahbi Al-Hariri-Rifai (Aleppo, 1914 – Aleppo, 16 agosto 1994) è stato un artista, architetto e scrittore siriano (arabo-americano).

## Biografia
Wahbi Al-Hariri è nato nel 1914 ad Aleppo, Siria. Ha vissuto in Francia, Italia, Libano, Arabia Saudita, e Stati Uniti d'America.

### Famiglia
L'albero genealogico documentato di Wahbi Al-Hariri si estende su più di quattordici secoli: tra i suoi antenati vi sono Al-Hariri di Bassora (poeta e filosofo dell'XI secolo), Ali Al-Hariri-Rifai (teologo del XIII secolo), Mustafa Al-Hariri-Rifai (musicista e teologo del Settecento) e Abdelrahman Al-Hariri-Rifai (calligrafo ed astronomo dell'Ottocento).

### Accademia di Belle Arti, Roma
Wahbi Al-Hariri iniziò a disegnare e a scolpire da bambino. Riconoscendo il suo talento, il padre lo incoraggiò a coltivarlo e ad essere uno dei primi mediorientali contemporanei a viaggiare in Italia per studiare arte. Nel 1937 si laureò alla Accademia di Belle Arti e all'Istituto di Dante Alighieri di Roma.

### Primi anni e il mandato francese
Al suo ritorno in Siria, il suo lavoro artistico è evoluto fino ad includere dipinti ad olio, fotografie e sculture. Si impegnò attivamente nell'archeologia e contribuì ai primi sforzi di preservare le rovine della città di Palmira. Il suo studio era situato nel cuore della vecchia città di Aleppo, Medinah, dove occupava alcune grandi sale del secondo piano di un'antica casa vicino alla Cittadella,al-Qual'ah. Durante questo tempo, il suo studio artistico e divenne un centro di mobilitazione sociale, un ricercato salone sociale e un centro di opposizione alla presenza coloniale della Francia in Medio Oriente. Wahbi Al-Hariri è stato ampiamente conosciuto per il suo atteggiamento apertamente insolente verso l'occupazione francese, e in ritorsione le forze coloniali bruciarono il suo studio appena prima di una mostra. Come risultato, la maggior parte del suo lavoro di questo periodo è stato distrutto, e solo una piccola raccolta dei suoi primi grandi dipinti ad olio, ritratti, sculture è sopravvissuto.
In questo periodo di tempo in Siria Wahbi Al-Hariri ha insegnato al collegio nobile, dove è stato un mentore e ha ispirato una generazione di artisti, tra cui Fateh Moudarres, Louay Kayali, Taleb Yazgi e Mohammed Fathi Kabawah.

### École Nationale Supérieure des Beaux-arts
Nel 1948, due anni dopo l'indipendenza della Siria dalla Francia, il suo talento gli fece ottenere una borsa della Yale University, ma il suo impulso artistico lo portò a Parigi, dove studiò arte ed architettura all'École nationale supérieure des Beaux-Arts (ENSB-A) e preservazione del patrimonio storico al Louvre. Nel 1954, Al-Hariri Wahbi ricevé il suo D.P.L.G. con lode e gli fu assegnato l'ambita Medaglia di Bronzo di distinzione Beaux-Arts.
Dopo il ritorno in Siria si immerse nel suo lavoro artistico, scrivendo, insegnando e vincendo diversi concorsi di architettura. Tuttavia, le sue speranze erano frustrate dal crescente senso di malessere nazionale e dall'instabilità politica del suo paese; nel 1965, un colpo di Stato militare causò la cancellazione di una grande mostra del suo lavoro e l'arresto di alcuni suoi conoscenti.

### Arabia Saudita
Dopo l'invito di un amico a visitare Arabia Saudita, Al-Hariri Wahbi si innamorò dei panorami e dall'incontaminatezza della penisola arabica e fu ispirato da molti aspetti del suo poco conosciuto patrimonio. Di conseguenza, nel 1965 ha deciso di trasferirsi nel Regno.
Nel 1981, dopo un intenso periodo di ricerca, di viaggio, e di lavoro in alcune delle Regno zone più remote, ha completato un'importante raccolta di grandi disegni a matita che illustrano il significativo patrimonio architettonico dell'Arabia. Successivamente, un'edizione in fac-simile di questa raccolta, dal titolo Architettura tradizionale nel Regno dell'Arabia Saudita, è stato pubblicato a Firenze, in Italia, con l'aiuto di suo figlio, Mokhless Al-Hariri.
La pubblicazione di questo folio in edizione per collezionisti ha portato in tutto il mondo il riconoscimento del suo lavoro artistico, che è culminato nel 1984 con una mostra personale allo Smithsonian Institution di Washington. Con esso, egli divenne il primo artista vivente ad essere onorato con una mostra personale allo Smithsonian. La mostra ha dato seguito ad un tour in una serie di altri musei americani.

### Dalla Spagna alla Cina

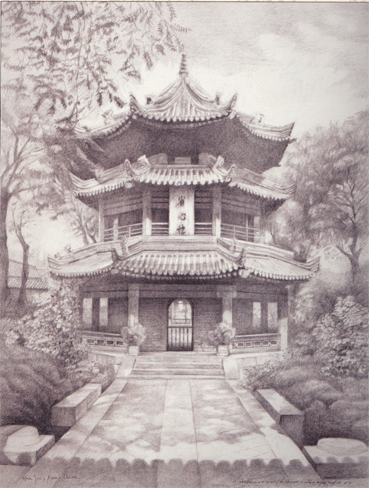
Il disegno della Grande Moschea di Xian, Huajue Xiang, Cina (1992)

Nel corso degli ultimi dieci anni della sua vita, il suo classico talento artistico, insieme con la partecipazione straordinaria di sua moglie, Widad Marachi e gli incoraggiamenti di numerosi amici, studiosi e personalità di tutto il mondo lo ispirò a viaggiare dalla Spagna alla Cina, per individuare e documentare le più significative moschee storiche del mondo.
Nonostante una battaglia di quattro anni con il cancro, è stato in grado di produrre in tempi record un corpo di lavoro che caratterizza oltre quaranta moschee; la collezione, conosciuta come Gli edifici spirituali dell'Islam, è stato completato con l'aiuto di suo figlio Mokhless Al-Hariri, e rappresenta l'ultima evoluzione del suo distintivo stile contemporaneo ma classico.

## Morte ed eredità
Wahbi Al-Hariri è morto il 16 agosto 1994 ad Aleppo, Siria, dove non tornava da quasi venti anni. Fino alla fine è stato ottimista riguardo alla sua condizione ed è rimasto ispirato e guidato da un irriducibile sete di "conoscenza e la costante ricerca della bellezza".
Dopo la sua morte, all'età di 80 anni, un gran numero di suoi primi dipinti ad olio, acquerelli, fotografie, alcuni dei quali risalenti al 1933, sono stati trovati dopo essere stati salvato dall'incendio del suo primo studio. Molti pezzi sono stati sottoposti a restauri e alcuni hanno fatto parte del viaggio della mostra intitolata Gli edifici spirituali dell'Islam.

## Riconoscimenti
Nel 1991, oltre a numerosi altri riconoscimenti internazionali ed encomi, il governo della Francia ha ulteriormente riconosciuto le sue realizzazioni artistiche accordandogli l'ambita onorificenza di Chevalier dell'Ordre des Arts et des Lettres.
Il Consolato Reale svedese ad Aleppo, in Siria, si trova in una strada intitolata all'artista.

## Gli edifici spirituali dell'Islam
Conosciuto in arabo come la Buyut Allah(بيوت الله), la mostra debuttò nel 1999 allo Smithsonian Institution a Washington Nel 2002-2003 è stata anche mostrata in altri luoghi, come la Galleria Nazionale di Belle Arti di Amman (Giordania), il Museo Nazionale di Riyadh (Arabia Saudita), il Museo Beit al-Quran a Manama (Bahrain), e il Museo di Arte islamica a Kuala Lumpur (Malesia), dove in risposta al pubblico interesse la durata della mostra è stato estesa da uno a quattro mesi.
La mostra comprende due collezioni:
- la collezione storica, che costituisce il nucleo della mostra e si compone di 33 grandi disegni originali a matita, che mostrano, con grande sensibilità artistica, alcune delle moschee più significative del mondo, dalla Spagna alla Cina. La collezione rappresenta l'ultima evoluzione dello stile classico distintivo dell'artista e rappresenta il coronamento della sua carriera artistica;
- la retrospettiva comprende una raccolta di 30 originali a olio, ad acquerello, a matita. La collezione abbraccia una sessantina di anni (1930-1990) e comprende una selezione di opere che Wahbi Al-Hariri ha completato in Canada, Egitto, Francia, Grecia, Italia, Libano, Arabia Saudita, Siria, Emirati Arabi Uniti, e il Regno Unito.

## Libri
- Architettura tradizionale del Regno di Arabia Saudita
- Asir Beni e le civiltà
- Il patrimonio del Regno di Arabia Saudita